# Nage-no-kata
Nage-no-kata (投げの形, ; lit. forma de arremesso) é um kata do judô. Foi criado por volta de 1886, contendo originalmente dez técnicas, e é o primeiro dos katas.
Atualmente, é composto por quinze técnicas, sendo dividas em cinco grupos com três técnicas, agrupadas conforme sua natureza. Há, contudo, quem classifique as duas sutemi waza (em japonês:  捨身技; lit. técnicas de sacrifício) como um único grupo, com seis técnicas.

## Técnicas

### Te waza
Te waza (手技) são as técnicas de mão, isto é, aquelas em os arremessos são executados com as mãos:
- Uki-otoshi – Lançamento (para baixo) flutuando
- Seoi-nage – Projecção sobre o ombro
- Kata-guruma – Roda à volta dos ombros

### Koshi waza
Koshi waza (腰技) são as técnicas em que se usam os quadris como bases para os arremessos :
- Uki-goshi – Anca flutuante
- Harai-goshi – Ceifa com a anca
- Tsurikomi-goshi – Projecção com a ajuda da anca levantando[nota 1]

### Ashi waza
Ashi waza (足技) são as técnicas de arremesso com as pernas:
- Okuri-ashi-harai – Varrimento dos pés
- Sasae-tsurikomi-ashi – Bloqueamento do pé com movimento de pesca[nota 2]
- Uchi-mata – Ceifa pelo interior da coxa

### Mae sutemi waza
Mae sutemi waza (前捨身技) são as técnicas em que se deixa cair o corpo ficando estendido de costas no solo. Também são chamdas de técnicas de arremesso com sacrifício, isto é, com o lutador abdicando de sua base para derrubar o oponente, neste caso, para frente:
- Tomoe-nage – Projecção em círculo
- Ura-nage – Lançamento para trás
- Sumi-gaeshi – Derrube pelo ângulo

### Yoko sutemi waza
Yoko sutemi waza (橫捨身技) são as técnicas em que se deixa cair o corpo ficando estendido de lado no solo. Também são chamadas de técnicas com sacrifício para as laterais:
- Yoko-gake – Enganchamento lateral
- Yoko-guruma – Roda de lado
- Uki-waza – Técnica flutuante